# 八堵車站事件
八堵車站事件是1947年3月發生在臺灣基隆市七堵區八堵車站的國軍與臺灣民眾之間的衝突，以及隨後軍人報復性殺戮及押走的事件，是二二八事件的構成事件之一。事件中有一名士兵在3月1日軍民衝突中溺斃，軍隊則於3月11日在八堵車站槍殺數人並帶走11名值勤車站員工，被押走人士至今下落不明，被認為已遭殺害於獅球嶺。
1994年2月，由罹難站長李丹修與副站長許朝宗的遺族推動的「八堵站二二八紀念碑」興建完成，以紀念5名因二二八事件於車站中被槍殺，與其它被抓走的員工一共16名犧牲的八堵站鐵路員工。

## 經過

### 事發前因
1947年3月1日，駐守澳底地區的基隆要塞直屬臺所屬官兵前往基隆要塞司令部處理採辦糧食事務。在乘鐵路列車經瑞芳車站時，據說因該群官兵一如以往不排隊和不買票，更霸佔車廂，表現蠻橫無理，引起群眾不滿，與民眾發生言語衝突，抵達八堵車站時，官兵誤信火車不再開車，藉故拿槍威脅司機，導致軍民毆鬥事件爆發，其中一名跳車失蹤，後確認已溺斃。隨後，八堵車站站長李丹修協助受傷軍人敷藥，並安排車輛將士兵帶離衝突現場。

### 官兵殺害及押走車站員工
3月11日，澳底砲臺臺長史國華（吳三連臺灣史料基金會稱其為要塞司令史宏熹侄子，王潔波稱其為史宏熹之弟）率領30多名士兵前往八堵車站，並在抵達後將其包圍，當場擊斃站員張水連、鄧順兼、湯振平、謝清鳳、陳境棋等5人。隨後，點名3月1日當日值班的站長李丹修、副站長蘇水木、許朝宗、黃清江及周春賢（總務）、王貴良（司事）、廖明華（司事）、蘇兩城（作業工）、林天助（作業工）、林輝龍（作業工，與前者為父子關係）並押走。另有一名站務相關人員許尖山3月11日未當班，在八堵附近遭強行押走，結果雙手被鐵線反綁，浮屍基隆港。

## 事後
1947年，要塞士兵在福隆火車站附近立了汪烏家同志紀念碑（3月1日死亡者）。
3月11日車站遭害人員的配偶與子女被有關當局剝奪相關權利（如被驅離員工宿舍，失去各種補貼等等），其親族多不予以援助，因而家境陷入長年困苦之中。
1993年2月，站長李丹修及副站長許朝宗的遺族推動建立紀念碑相關事務。1994年，「八堵站二二八紀念碑」興建完成。

## 紀念

### 專書
- 《悲情車站二二八》（1993年）

### 紀念碑
- 八堵站二二八紀念碑

### 紀錄片
- 《少了一個之後-二二八．微光》第二集：恐懼的公約數（客家電視台出品，2018年）[6]

## 外部連結
- 八堵車站事件實境劇（無差別殺人事件），《少了一個之後》YouTube頻道